# Francisco Sánchez el Escéptico

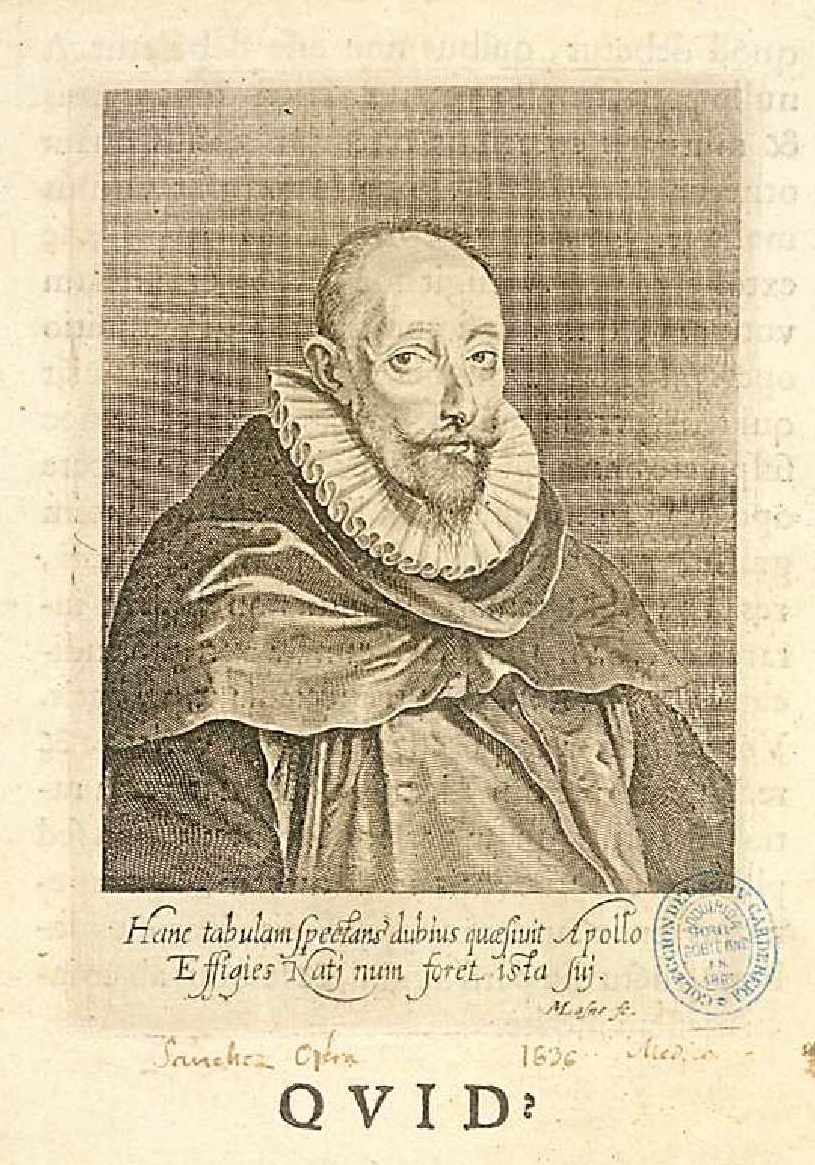
Michel Lasne: Retrato de Francisco Sánchez. Inscripción: «Hanc tabulam spectans dubius quaesivit Apollo.Effigies Nati num foret ista sui..M. Lasne fe.» Biblioteca Nacional de España.

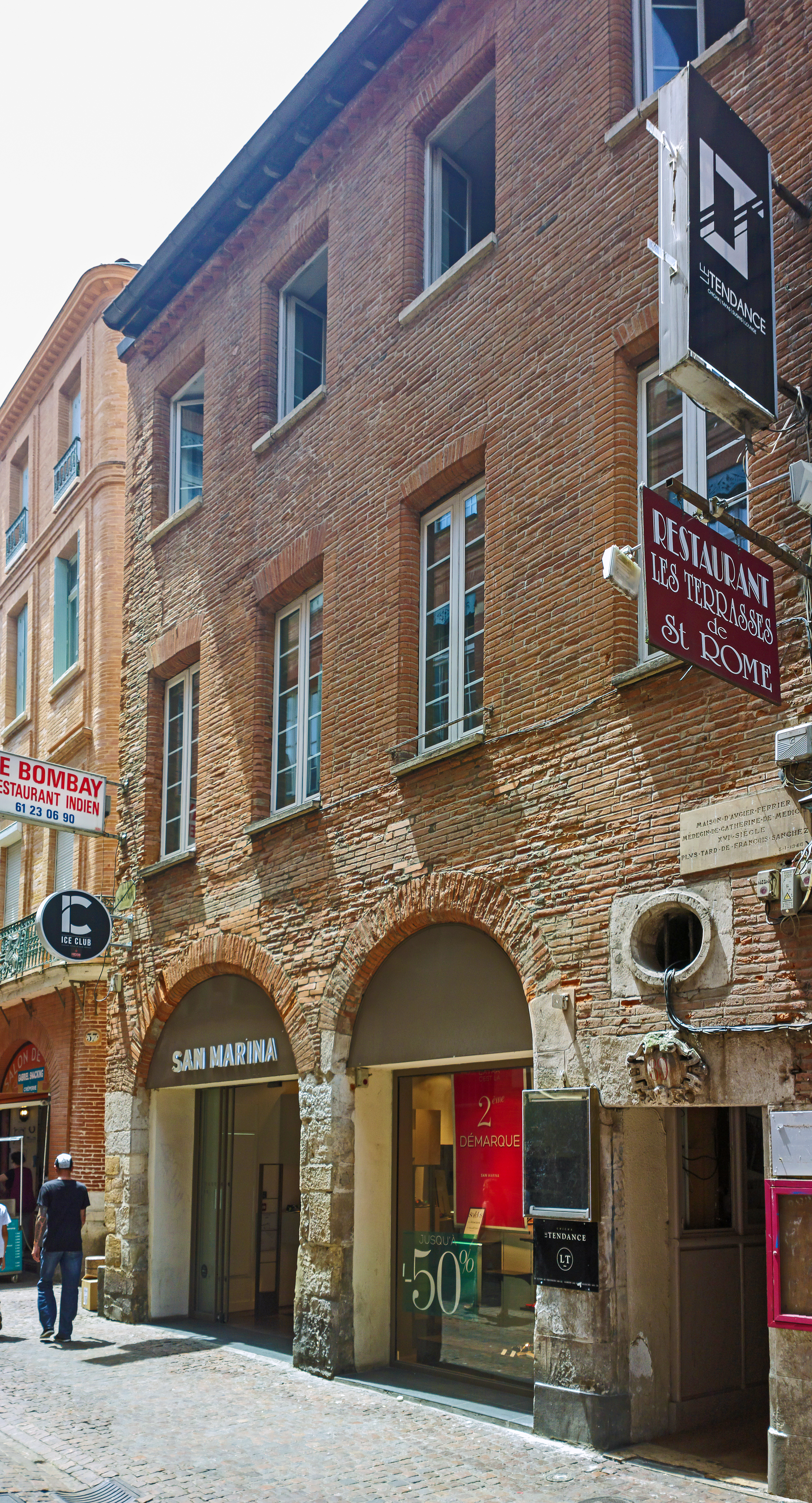
Su casa en Toulouse.

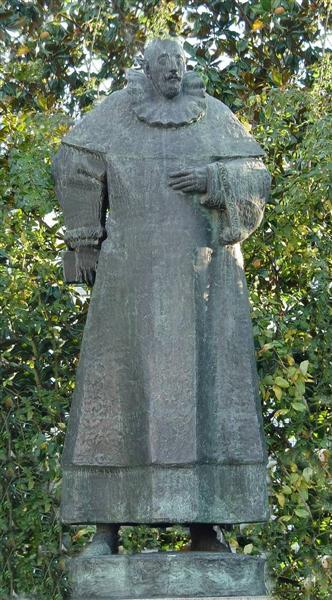
Estatua de Francisco Sánchez del escultor Salvador Barata Feyo.

Francisco Sánchez «el Escéptico» (Tuy, 1550 - Toulouse, 16 de noviembre  de 1623) fue un filósofo escéptico y médico renacentista.

## Nacionalidad
Fue un filósofo  y médico renacentista español, hijo de padre español y madre portuguesa, cuya nacionalidad ha sido objeto de larga y enconada disputa:

La reclama España, por haber nacido con certeza en la gallega ciudad de Tuy, "Yo, Francisco Sánchez, hispano nacido en la ciudad tudense..."; Portugal, por ser la nación en cuya ciudad de Braga fue bautizado y guarda su partida de nacimiento: "A los 25 días de julio de 1551 fue bautizado Francisco, hijo de Antonio Sánchez, físico, y de su mujer, Filipa de Sousa", partida que también da fe de ser su ciudad de residencia en ese momento: "que viven en la calle de Souto"; Francia, por residir en ella desde temprana edad, formarse y desarrollar allí lo principal de su obra filosófica, docencia y práctica médica, y de quien su discípulo Raymundus Delassus decía «debía más al cielo galo que al hispano», (de hecho en su partida de defunción figura como François Chance, y en su obra Quod nihil scitur se da a sí mismo por ciudadano galo); y por último es reclamado como hijo del pueblo de Israel por la Enciclopedia Hebrea, atendiendo al origen hebreo de su familia, para el que no es óbice la conversión al cristianismo.

Como indica Rafael Orden, quizás no haya mejor manera de concluir cualquier debate sobre este asunto que empleando la forma con la que él mismo, a modo de rúbrica, cerraba sus obras: «quid?».

## Biografía
Cuando Francisco tiene 11 años, su padre, el médico converso Antonio Sánchez, receloso de la Inquisición, decidió trasladarse con su familia a Francia y se establecieron en Burdeos. Allí prosigue sus estudios en el célebre Colegio de Guyenne, uno de los focos del Renacimiento en la ciudad, donde parece haber recibido las enseñanzas de los humanistas André de Gouveia, Juan Gélida y Élie Vinet. En 1569 abandonó Burdeos para estudiar medicina en Roma. En 1573 volvió a Francia y en ese mismo año se graduó de doctor en la escuela médica de Montpellier, tras haber sido ayudante del médico Jean Hucher (1538-1603); deslumbró en unas brillantes oposiciones y a los 24 años obtuvo una de las principales cátedras de esa universidad, que desempeñó once años hasta que las guerras civiles de religión y los tumultos del tiempo de la Liga le hicieron abandonar y refugiarse en Toulouse, donde vivió el resto de sus días ocupado en practicar la Medicina, que le granjeó no pocos honores. Fue profesor de la Facultad de Medicina de Toulouse, donde había estudiado Derecho y Medicina Miguel Servet de 1528 a 1530 y había sentado cátedra Giordano Bruno entre 1579 y 1581.
Declara en el prólogo a su obra filosófica más ambiciosa, De multum nobili et prima universali scentia. Quod nihil scitur (Del más noble y universal primer saber. Que nada se sabe), Lyon, 1580, ser un adversario del aristotelismo y del argumento de autoridad. Propugnó el examen directo de cualquier realidad antes de tenerla como tal, sometiendo los datos de la experiencia al análisis y crítica del juicio, si bien el conocimiento, para él, sólo puede alcanzar los accidentes, no las pretendidas esencias de las cosas. La única realidad cognoscible es el mundo externo. La filosofía de Sánchez, anticipando la crítica de David Hume, se detiene en una fenomenología de la probabilidad, ya que nuestro conocimiento, meramente probable, sólo lo es de apariencias, de fenómenos. En esto, como en su exigencia de método, se muestra como un claro precursor de René Descartes.
Sánchez escribió el prólogo de su Quod nihil scitur en 1576 y la obra cartesiana se parece tanto en lo inicial a la suya que el francés Pierre Daniel Huet acusó incluso al famoso filósofo de haberle plagiado en lo atinente a la "duda metódica", y es verdad que las primeras páginas del Discurso del método recuerdan bastante el prólogo de Sánchez. Dice el de Tuy:

Es innato al hombre querer saber; a pocos les fue concedido saber querer; a menos, saber. Y a mí no me cupo suerte distinta a la de los demás...
En consecuencia, retorné a mi mismo, y poniendo todo el duda, como si nadie hubiera dicho nada jamás, comencé a examinar las cosas mismas, que es el verdadero modo de saber...
Analizaba hasta alcanzar los principios últimos. Haciendo de ello el inicio de la contemplación, cuanto más pienso más dudo; nada puedo abarcar perfectamente...

Cuenta Sánchez cómo su curiosidad se le indigestó no hallando nada que colmara su deseo de conocer, y como en los antiguos no encontró más que "sombras de verdad", tuvo que volver a sí mismo, como si nada se hubiera dicho jamás, empezando a examinar las cosas mismas. Como Descartes, Francisco Sánchez se dirige a quienes no están obligados a admitir argumentos de autoridad y examinan las cosas con su propio criterio, "guiados por los sentidos y la razón". No promete la Verdad, pues la ignora. Anima al lector:

Tú mismo la perseguirás, una vez que sea de alguna manera descubierta y sacada de su escondrijo, mas no esperes atraparla nunca ni poseerla a sabiendas; bástete lo mismo que a mí: acosarla.

Sánchez depende muy directamente de la tradición escéptica de Pirrón, que aparece también en los Ensayos de Michel de Montaigne. En efecto, en 1562 aparecían en latín los esbozos pirrónicos de Sexto Empírico traducidos del griego por el francés Henri Estienne y, en 1569, la traducción al latín del Adversus Mathematicos ("Contra profesores dogmáticos") del mismo autor. 
La verdad —escribe Sánchez— no consiste en repetir lo que otros dicen, sino en describir la realidad tal como ella es. "Pero, como no se pueden conocer las cosas tal y como son en sí, hay que limitarse a disminuir un poco nuestra ignorancia mediante la experiencia (experimentum) y la reflexión (iudicium), dos medios subsidiarios que no proporcionan una ciencia perfecta, pero que, al fin y al cabo, permiten percibir y aprender algo".

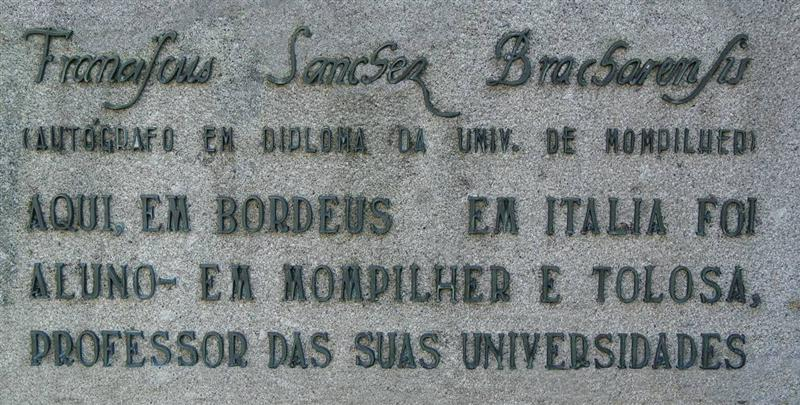
Firma en el Diploma de la Universidad de Montpellier.

En un Tractatus philosophici (Róterdam, 1649) se reunieron sus comentarios críticos contra Aristóteles antes aisladamente publicados: De divinatione per somnum, ad Aristotelem e In librum Aristotelis Physiognomicon commentarius; escribió además un De longitudine et brevitate vitae liber y, según Moreri, un Tractatus de anima que no se ha conservado. Se editó además modernamente su Carta a Clavius, ed. in Gregorianum, 22, (1940). Escribió además un Carmen de cometa anni M. D. LXXVII (Canción del Cometa de 1577) en que combate con mucha erudición la superchería astrológica. Hay una documentada edición española por Juan de Churruca, Bilbao, 1996. Su obra como médico fue recogida por sus hijos Dionisio y Guillermo Sánchez en Opera Medica, ed. Delassus, 1636.
Leibniz, Ludwig Gerkrath o Wilhelm Wildeband (que le pone al mismo nivel que a Kant) tuvieron en gran estima la filosofía de Sánchez.

## Obras
- Quod nihil scitur, Lyon, Ant. Gryphius, 1581 (Frankfurt, 1618; Toulouse, 1636; Róterdam, 1649; Stettin, 1665; Que nada se sabe (primera traducción en lengua castellana, con un prólogo de Menéndez Pelayo), [Madrid], Renacimiento, s. f. [c. 1920] [col. Gil-Blas]; Que nada se sabe, trad. de C. Mellizo, Madrid, Aguilar, 1977; Quod nihil scitur, ed. y trad. de S. Rabade, J. M. Artola y M. F. Pérez, Madrid, Consejo Superior de Investigaciones Científicas, 1984: Il n’est science de rien, ed. y trad. de A. Comparot, Paris, Klincksieck, 1984; That nothing is known, ed. y trad. de D. F. S. Thomson, Cambridge, Cambridge University Press, 1988; Quod nihil scitur, Biblioteca Nacional de Francia, 1995 [doc. electr. de la ed. príncipe, Lyon, 1581])
- Opera medica. His iuncti sunt tractatus quidam philosophici non insubtiles, Toulouse, Pedro Bosc, 1636. Incluye:
  - De Longitudine et Brevitate vitae, liber
  - In lib. Aristotelis Physiognomicon, Commentarius
  - De Divinatione per Somnum, ad Aristotelem
  - Quod Nihil Scitur, liber
- Carmen de cometa anni M. D. LXXVII, 1577. O Cometa de 1577, ed. de A. Moreira de Sá, trad. de M. Pinto de Meneses, Lisboa, 1950
- Tractatus Philosophici, Róterdam, 1649 (Opera philosophica, ed. de J. de Carvalho, Coímbra, Universidade, 1955; Tratados filosóficos, trad. de B. de Vasconcelos, Lisboa, Universidade, 1955.

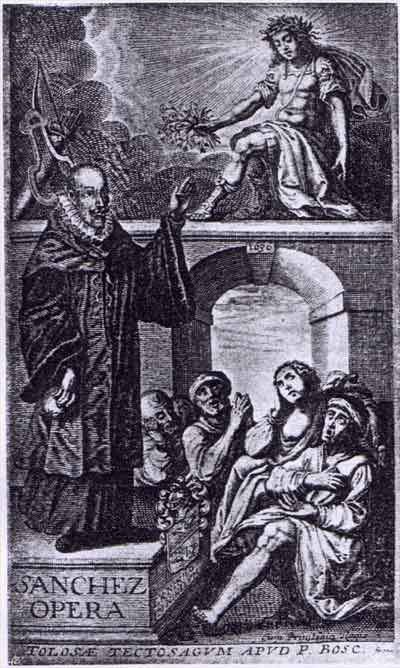
Frontispicio de la Opera medica por Francisco Sánchez.